# Andrés Henández Ros
Andrés Hernández Ros (Guadalupe (Múrcia, 30 de juliol de 1948 - 26 de juny de 2016) fou un polític socialista espanyol. Va ser el primer President de la Regió de Múrcia electe després de la seva creació el 1982.

## Biografia
Hernández Ros va néixer el 30 de juliol de 1948 al paratge de La Galapacha, situada al nucli de Guadalupe, al municipi de Múrcia. Durant els seus estudis de mestre químic va començar la seva activitat sindical i política a la clandestinitat. A finals dels anys 60 va afiliar-se a l'Acció Sindical de Treballadors (AST), organització d'inspiració marxista precursora de la ORT (Organització Revolucionària dels Treballadors).
El 7 de novembre de 1970, durant el servei militar, va ser detingut acusat d'associació il·lícita. A la presó, va contraure matrimoni. El 1974, un cop alliberat, va emprendre diversos negocis, entre ells l'obertura d'una llibreria que fou utilitzada com a tapadora per l'oposició moderada d'esquerres durant els últims anys del franquisme.
El 1975 va ingressar al Partit Socialista Obrer Espanyol (PSOE), del qual fou nomenat, el 1978, Secretari General de la formació a Múrcia (PSRM). Més tard, fou nomenat president del Consell Regional de Múrcia, ens autonòmic precursor de les actuals institucions autonòmiques.

### Presidència del Consell de Govern i dimissió
Una vegada constituïda la Comunitat autònoma de Múrcia, Andrés Hernández Ros va ser cap de cartell del PSRM-PSOE a les eleccions autonòmiques de 1983, essent aquesta la candidatura més votada, amb un 52,5% dels vots i 26 escons que li van atorgar la majoria absoluta a la cambra regional. D'aquesta manera, el juny de 1983 fou escollit primer President electe de la Regió de Múrcia.
El primer Consell de Govern de la història autonòmica de la regió va estar format pels següents consellers:
| Conselleria                                         | Nom                             |
| Conseller de Presidència                            | José Plana Plana                |
| Conseller d'Economia, Hisenda i Treball             | Manuel Martinez Garcia de Otazo |
| Conseller d'Administració Local i Interior          | José López Fuentes              |
| Conseller de Política i Infraestructura Territorial | Juan José Parrilla Cánovas      |
| Conseller de Cultura i Educació                     | Pedro Guerrero Ruiz             |
| Conseller d'Indústria, Tecnologia, Comerç i Turisme | Enrique Escudero de Castro      |
| Conseller d'Agricultura, Ramaderia i Pesca          | Josefa Calleja                  |
| Conseller de Sanitat, Consum i Serveis Socials      | José María Morales Meseguer     |

La gestió d'aquest primer govern murcià va estar definida per les diverses mesures destinades a implantar la nova estructura autonòmica, la qual no tenia cap base històrica. En paral·lel, es van emprendre diverses iniciatives empresarials públiques força atípiques, com ara bé l'elaboració d'un nou tipus de pebre vermell o la cria de llangostins a la costa Mediterrània. A nivell exterior, la mesura més mediàtica i ingènua alhora va ser la invitació als líders americà i soviètic, Ronald Reagan i Konstantín Txernenko, a visitar la regió i cercar nous lligams amb un arròs típic de la regió.

### Dimissió com a President
Andrés Hernández Ros va esdevenir un dels primers polítics socialistes espanyols esquitxat per un suposat escàndol de corrupció que mai es va poder demostrar. Més concretament, l'acusació d'intent de compra de dos periodistes del diari La Verdad va acabar provocant la seva dimissió al capdavant del Govern murcià el 1984.
Des de llavors, va viure completament apartat de la vida política i institucional de la Regió de Múrcia.